# منطقة مركز السويداء
منطقة  السويداء منطقة سورية إدارية تتبع محافظة السويداء ومركزها مدينة السويداء، بلغ تعداد سكان المنطقة 180,907 نسمة حسب التعداد السكاني لعام 2004.

## نواحي منطقة  السويداء
- ناحية مركز السويداء
- ناحية المزرعة
- ناحية المشنف
- ناحية الثعلة